# قربانی‌کردن کودک
قربانی کردن کودک (انگلیسی: Child sacrifice) کشتن آیینی و قتل عمدی کودک به منظور خشنود کردن یا دلجویی از موجودات الوهیت، فراطبیعی یا نظم مقدس اجتماعی، وفاداری‌های قبیله ای، گروهی یا ملی است. تا به نتیجه دلخواه برسند. به این ترتیب، شکلی از قربانی‌کردن انسان است.
تصور می‌شود که قربانی کردن کودک بسط شدید این ایده است که هر چه هدف قربانی مهم‌تر باشد، شخصی که آن را ارائه می‌کند عابدتر است.